# Taylor Dooley
Taylor Marie Dooley (ur. 26 lutego 1993 w Grosse Pointe, Michigan) – amerykańska aktorka dziecięca.

## Filmografia
| Rok  | Tytuł                       | Rola          | Inne |
| ---- | --------------------------- | ------------- | ---- |
| 2005 | Rekin i Lava: Przygoda w 3D | Lava          |      |
| 2006 | Whitepaddy                  | Mary          |      |
| 2006 | Apology (film)              | Judy          |      |
| 2006 | Straszna noc                | Dana Ackerman |      |
| 2008 | House                       | Rachelle      |      |
| 2009 | The Alyson Stoner Project   | Gość VIP      | .... |